# Dactylopisthoides
Dactylopisthoides Eskov, 1990 è un genere di ragni appartenente alla famiglia Linyphiidae.

## Distribuzione
L'unica specie oggi attribuita a questo genere è stata reperita nella Russia asiatica orientale: precisamente è un endemismo dell'Oblast' di Magadan.

## Tassonomia
A maggio 2011, si compone di una specie:
- Dactylopisthoides hyperboreus Eskov, 1990[4] — Russia